# 32e cérémonie des Razzie Awards
La 32e cérémonie des Golden Raspberry Awards a eu lieu le 1er avril 2012 pour désigner les pires films de 2011.
En 2012, les organisateurs ont décidé de rompre avec la tradition qui veut que les nominations et les « vainqueurs » soient annoncés la veille des cérémonies équivalentes des Oscar. Cette année, les élus seront donc annoncés le jour du April Fool’s Day (le premier avril). Les nominations ont été annoncées la veille de la cérémonies des Oscars, le 25 février 2012.
Cette année-là, Jack et Julie remporte les 10 prix de la cérémonie pour 12 nominations, le film ayant parfois plusieurs nominations dans une même catégorie.

## Palmarès
Les lauréats de chaque catégorie sont en premier et en gras dans chaque section.

### Pire film
Jack et Julie
- Bucky Larson : super star du X
- Happy New Year
- Transformers 3 : La Face cachée de la Lune
- Twilight, chapitre IV : Révélation partie 1

### Pire acteur
Adam Sandler - Jack et Julie (en tant que Jack) et Le Mytho
- Russell Brand - Arthur, un amour de milliardaire
- Nicolas Cage - Hell Driver, Le Dernier des Templiers et Effraction (Trespass)
- Taylor Lautner - Identité secrète et Twilight, chapitre IV : Révélation partie 1
- Nick Swardson - Bucky Larson : Super star du X

### Pire actrice
- Adam Sandler pour le rôle de Julie Sadelstein dans Jack et Julie (Jack and Jill)
  - Martin Lawrence pour le rôle de Big Mamma dans Big Mamma : De père en fils (Big Mommas: Like Father, Like Son)
  - Sarah Palin pour le rôle de Sarah Palin dans The Undefeated
  - Sarah Jessica Parker pour le rôle de Kate Reddy dans Mais comment font les femmes ? (I Don't Know How She Does It)
  - Sarah Jessica Parker pour le rôle de Kim dans Happy New Year (New Year's Eve)
  - Kristen Stewart pour le rôle de Bella Swan / Cullen dans Twilight, chapitre IV : Révélation partie 1 (The Twilight Saga: Breaking Dawn - Part 1)

### Pire second rôle masculin
- Al Pacino - Jack et Julie
  - Patrick Dempsey - Transformers 3 : La Face cachée de la Lune
  - James Franco - Your Highness
  - Ken Jeong pour le rôle du Mailman dans Big Mamma : De père en fils (Big Mommas: Like Father, Like Son)
  - Ken Jeong - Very Bad Trip 2, Transformers 3 : La Face cachée de la Lune et Zookeeper
  - Nick Swardson - Jack et Julie et Le Mytho

### Pire second rôle féminin
- David Spade (en tant que Monica) - Jack et Julie
  - Katie Holmes - Jack et Julie
  - Rosie Huntington-Whiteley - Transformers 3 : La Face cachée de la Lune
  - Brandon T. Jackson pour le rôle de Trent Pierce / Charmaine Daisy Pierce dans Big Mamma : De père en fils (Big Mommas: Like Father, Like Son)
  - Nicole Kidman - Le Mytho

### Pire réalisateur
Dennis Dugan - Jack et Julie et Le Mytho
- Michael Bay - Transformers 3 : La Face cachée de la Lune
- Tom Brady - Bucky Larson : Super star du X
- Bill Condon - Twilight, chapitre IV : Révélation partie 1
- Garry Marshall - Happy New Year

### Pire scénario
Adam Sandler, Ben Zook, Steve Koren et Robert Smigel pour Jack et Julie
- Adam Sandler, Allen Covert et Nick Swardson pour Bucky Larson : super star du X
- Katherine Fugate - Happy New Year
- Ehren Kruger - Transformers 3 : La Face cachée de la Lune
- Melissa Rosenberg - Twilight, chapitre IV : Révélation partie 1

### Pire couple à l’écran
Adam Sandler et n'importe qui parmi Katie Holmes, Al Pacino et Adam Sandler - Jack et Julie
- Nicolas Cage et n'importe qui partageant l'écran avec lui dans n'importe lequel de ses trois films de 2011 (Hell Driver, Le Dernier des Templiers et Effraction (Trespass)
- Shia LaBeouf et le mannequin pour sous-vêtement (Rosie Huntington-Whiteley) - Transformers 3 : La Face cachée de la Lune
- Adam Sandler et aussi bien Jennifer Aniston que Brooklyn Decker - Le Mytho
- Kristen Stewart et aussi bien Taylor Lautner que Robert Pattinson - Twilight, chapitre IV : Révélation partie 1

### Pire préquelle, remake, plagiat ou suite
Jack et Julie (remake/plagiat du classique Louis ou Louise d’Ed Wood)
- Arthur, un amour de milliardaire
- Bucky Larson : Super star du X (plagiat de Boogie Nights et Une étoile est née)
- Very Bad Trip 2
- Twilight, chapitre IV : Révélation partie 1

### Pire troupe d'acteurs à l’écran
La troupe entière de Jack et Julie
- La troupe entière de Bucky Larson : super star du X
- La troupe entière de Happy New Year
- La troupe entière de Transformers 3 : La Face cachée de la Lune
- La troupe entière de Twilight, chapitre IV : Révélation partie 1

## Distinctions multiples

### Nommés plusieurs fois
- Douze fois : Jack et Julie
- Huit fois : Transformers 3 : La Face cachée de la Lune, Twilight, chapitre IV : Révélation partie 1
- Six fois : Bucky Larson : Super star du X
- Cinq fois : Le Mytho, Happy New Year
- Trois fois : Big Mamma : De père en fils
- Deux fois : Arthur, un amour de milliardaire, Hell Driver, Very Bad Trip 2, Le Dernier des Templiers, Effraction (Trespass)

### Récompensés plusieurs fois
- Jack et Julie a remporté les dix récompenses. Pour la première fois de son existence, l'ensemble des Razzie Awards ont été remportés par un seul film.
- Le Mytho a remporté deux prix à égalité parce qu'il était nommé en même temps que Jack et Julie pour deux nominations.

La plupart des articles de journaux n'hésitent pas à dire que les dix prix ont été attribués à Adam Sandler (bien que certains prix ne lui soient attribués directement).